# Феодосий Черниговский
Феодо́сий Черни́говский или (в отличие от Феодосия Пещерника) Феодосий Священник (в миру — Полоницкий-Углицкий; 1630-е, Уланов — 5 февраля 1696, Чернигов) — архиепископ Черниговский (Московский патриархат), святой. Один из небесных покровителей современного Киева на Заднепровье, региона входившего в Черниговскую епархию.

## Биография

### Обучение в Киево-Братской коллегии
Родился в начале 1630-х годов на Правобережной Украине в местечке Уланов Подольской губернии, находящемся, на момент рождения будущего святителя, в составе Короны Польской Речи Посполитой (в настоящее время находится в Хмельницком районе Винницкой области Украины). Происходил из древнего дворянского рода Полоницких. Родителями его были иерей Никита и Мария. Имя, данное святителю Феодосию при крещении, осталось неизвестным.
Образование получил в Киево-Братской коллегии при Киевском Богоявленском монастыре. Период обучения будущего святителя совпал с периодом расцвета коллегии. В конце 40-х годов XVII столетия она являлась главным центром борьбы православия против напора и нападок католического духовенства — иезуитов и униатов. В это время в ней были ректорами — архимандрит Иннокентий (Гизель) и игумен Лазарь (Баранович); преподавали — иеромонахи Епифаний (Славинецкий), Арсений (Сатановский), игумен Феодосий (Сафонович), игумен Мелетий (Дзик) и будущий епископ Феодосий (Баевский); обучались — Симеон Полоцкий, Иоанникий Голятовский, Антоний (Радивилловский), Варлаам Ясинский. В годы обучения окончательно определилось призвание святого к иночеству. Свободное от занятий время он посвящал молитве, чтению Священного Писания.
Предположительно ему не удалось пройти полного курса коллегии, так как, во время разорения Киева поляками, коллегия на несколько лет прекратила свою деятельность. Существует и другая версия. Историк Николай Петров предполагает, что после закрытия коллегии он отправился за границу, где, возможно, получил высшее образование. Несмотря на закрытие коллегии, будущий святитель сохранил глубокую признательность воспитавшему его Киево-Братскому монастырю. В синодике Киево-Выдубицкого монастыря было сделано следующее замечание о будущем святом:
муж благоразумен и благотворящ Киевскому Братскому монастырю

### В Киевской митрополии
По окончании образования он принял монашество в Киево-Печерском монастыре и был назван Феодосием в честь преподобного Феодосия Печерского. Митрополит Киевский Дионисий (Балабан), поставил его архидиаконом Киево-Софийского собора, затем он был назначен наместником митрополичьего кафедрального дома Киева, по оставлении митрополитом кафедры.
Однако Феодосий, «влекомый любовью к подвигам благочестия», испросил благословения на поселение в отдалённом Крупицком монастыре Черниговской епархии, возле Батурина, славившемся строгостью своего устава. Там он был посвящён в сан иеромонаха.
В 1662 году был назначен игуменом Корсунского монастыря в Каневском районе Киевской епархии.
В 1664 году его назначили настоятелем Киево-Выдубицкого монастыря, который находился в упадке и был возвращен у униатов. В 1670 году, при нём, монастырь получил, по универсалу гетмана Дорошенко, земли — Калиновщина, Калний луг, Гнилещина и Леснаки. В 1680 году им был устроен монастырский скит в Мозырском уезде. Также им был организован монастырский хор, в 1685 году, который славился в Малороссии и Москве.
В период управления монастырем он, вместе с другими игуменами, он был обвинён Мефодием (Филимоновым), епископом Мстиславским и Оршанским, в измене русскому правительству и в мнимой переписке с изменниками. 20 (30) сентября 1668 года он был вызван давать объяснения по этому делу. Однако 17 ноября того же года клевета была обнаружена, и святитель вместе с другими был оправдан. Он получил милостивую грамоту царя Алексея Михайловича.
Также, в период рассмотрения дела о спорных землях Выдубицкого монастыря, он ревностно отстаивал монастырские земли, за что попал под временное запрещение в священнослужении.
Когда епископ Лазарь (Баранович) был назначен местоблюстителем Киевской митрополии, он назначил будущего святителя своим наместником в Киеве, а сам оставался в Чернигове. В 1685 году Феодосий участвовал, с правом решающего голоса, в избрании епископа Гедеона (Четвертинского) митрополитом Киевским, затем был послан в Москву с известием об этом избрании.
В 1688 году, по другим данным в 1687 году, был назначен архимандритом Черниговского Елецкого Успенского монастыря, который был разорен иезуитами и доминиканцами, на место скончавшегося архимандрита Иоанникия (Голятовского).
После смерти митрополита Гедеона, в 1690 году, был представлен третьим кандидатом на кафедру Киевской митрополии, но тогда был избран Варлаам (Ясинский).
В 1691 году был назначен, по желанию епископа Лазаря, его помощником по управлению епархией. Так, он участвовал в составлении Соборного ответа Московскому патриарху Иоакиму по поводу отношения Киевской митрополии к Флорентийскому собору и поднятого на нём вопроса о времени пресуществления Святых Даров.

### Архиепископ Черниговский
В 1692 году, по предложению епископа Лазаря, было назначено собрание, в состав которого входили — гетман Иван Мазепа, духовенство Малороссии и представители народа, на котором единогласно был избран на Черниговскую кафедру архимандрит Феодосий.
27 июля (6 августа) 1692 года архимандрит Феодосий прибыл в Москву. Его наречение во епископа состоялось 11 сентября, а 13 сентября, в присутствии государей Ивана и Петра Алексеевичей, он был торжественно хиротонисан в Успенском соборе Московского Кремля во архиепископа Черниговского. Напрестольная грамота была вручена ему 28 сентября (8 октября) 1692 года. Архиепископу Феодосию было дано право совершать богослужение в саккосе, что принадлежало в то время исключительно патриарху и митрополитам. Черниговским же архиепископам это право давалось постольку, поскольку их кафедра стояла первой между другими архиепископиями. После этого владыка Феодосий возвратился в Чернигов. 17 (27) мая 1693 года он получил из Москвы жалованную грамоту на вотчины Черниговской архиепископии. В декабре 1693 года, после смерти епископа Лазаря, им была получена ставленая грамота на самостоятельное управление Черниговской архиепархией.
В 1694 году по его благословению была основана Печеницкая женская обитель и Любецкий скит в 2 верстах от Любеча. В том же году он освятил в Домницком монастыре вновь сооруженный храм Рождества Пресвятой Богородицы. В 1695 году освятил Троицкий собор, построенный на вершине Болдиной горы, близ Ильинского монастыря, который стал кафедральным собором Черниговской епархии.
Во второй половине 1695 года, чувствуя приближение смерти и готовя себе преемника, святитель вызвал к себе наместника Брянского Свенского монастыря иеромонаха Иоанна (Максимовича), возвёл его в сан архимандрита и назначил наместником Черниговского Елецкого монастыря.
Скончался святитель Феодосий 5 (15) февраля 1696 года и был погребён в Черниговском Борисоглебском соборе, за правым клиросом, в особо сделанном для него склепе.

## Почитание и канонизация
Святитель Иоанн (Максимович) построил над гробом святителя Феодосия кирпичный свод, на котором была сделана хвалебная надпись в стихах в благодарность за чудесное избавление от тяжкой болезни. В 1824 году склеп с гробом святителя был расширен. С 1835 года начали записывать чудеса происходившие по молитвам святителю.
В 1856 году для доступа к склепу с гробом был пристроен придел с лестницей в передней части притвора Борисоглебского собора. Сам гроб, после смерти святителя, несколько раз заменялся на более новый в 1772 и 1824 годах.
Неоднократно поднимался вопрос о канонизации святителя Феодосия, но Святейший Синод не спешил с решением, и лишь в 1896 году, когда по поручению Синода было тщательно обследовано и проверено до пятидесяти случаев позднейших чудотворений, когда было установлено полное нетление тела Черниговского архипастыря, святитель Феодосий был торжественно причтён к лику святых.
Торжество открытия святых мощей совершил митрополит Киевский и Галицкий Иоанникий (Руднев) 9 (21) сентября 1896 года в сослужении шести епископов, множества духовенства и при молитвенном соучастии верующего народа, который собрался в Чернигов со всех концов страны.
До революции 1917 года было написано минимальное количество икон с ликом святого. У коллекционеров церковного раритета иконы с ликом Черниговского святого ещё в 90-е годы XX столетия начали считаться достойным приобретением и украшением домашних коллекций. Тогда же несколько икон с ликом Феодосия Черниговского «пропали» из Киевско-Печерской лавры.
В 1921 году, в день преставления святого, было произведено освидетельствование мощей. После чего они были выставлены, как экспонат, в этнографическом музее. Позднее они были перемещены в Москву, а затем в Ленинград. В 1946 году мощи святого были возвращены в Чернигов из Николо-Богоявленского собора Санкт-Петербурга.
В настоящее время его мощи находятся в Троицком кафедральном соборе Чернигова, частица мощей также имеется в Николо-Богоявленском соборе Санкт-Петербурга.

## Дни памяти
18 февраля празднуется память великого защитника Православия в Малороссии — Святителя Феодосия Черниговского.
История хранит одно свидетельство удивительной помощи святого Феодосия уже в 20 веке, во времена Великой Отечественной войны. Произошло это в 1942-м году, когда город Ленинград был взят во второе кольцо блокады, выход к Ладожскому озеру перекрыли немецкие войска, отрезав единственную возможность сообщения между городами — Ленинград был полностью осаждён. В такой безвыходной, казалось, ситуации военные обсуждали варианты решения, которое не могли найти. Тогда они все ясно услышали голос: «Молитесь Феодосию Черниговскому, он поможет».
Не зная ничего о святом, военные обратились к Ленинградскому митрополиту Алексию (Симанскому). Он благословил перенести мощи святителя Феодосия из Музея атеизма в Ленинградском Казанском соборе, где они в то время пребывали. Мощи святого, с разрешения властей, перенесли в Николо-Богоявленский собор, где была отслужена торжественная служба перед ними.
Ночью из-за сильного мороза замёрзла Ладога, и по ней можно было передвигаться. Долгое время это была единственная дорога, по которой в Ленинград поступали грузы, а из осаждённого города эвакуировали людей. Вот почему в народе эта трасса стала широко известной под названием Дорога жизни. Однако существует и второе её название — «Дорога святителя Феодосия». После окончания войны Алексий (Симанский), ставший Патриархом, добился того, чтобы мощи святителя Феодосия были возвращены в Чернигов. В Николо-Богоявленском соборе Петербурга в честь Черниговского святого был освящён один из приделов в память о том, что некогда здесь почивали его святые мощи.
Память святителя Феодосия совершается несколько раз в год
- 5 (18) февраля — день кончины.

- 9 (22) сентября — день прославления (обретение и перенесение мощей).
- 14 (1) сентября — в составе собора Виницких святых (УПЦ МП)[23].